# Жандарм в Нью-Йорке
«Жанда́рм в Нью-Йо́рке» (фр. Le Gendarme à New York) — второй фильм комедийной киносерии Жана Жиро о похождениях жандарма Крюшо в исполнении Луи де Фюнеса.

## Сюжет

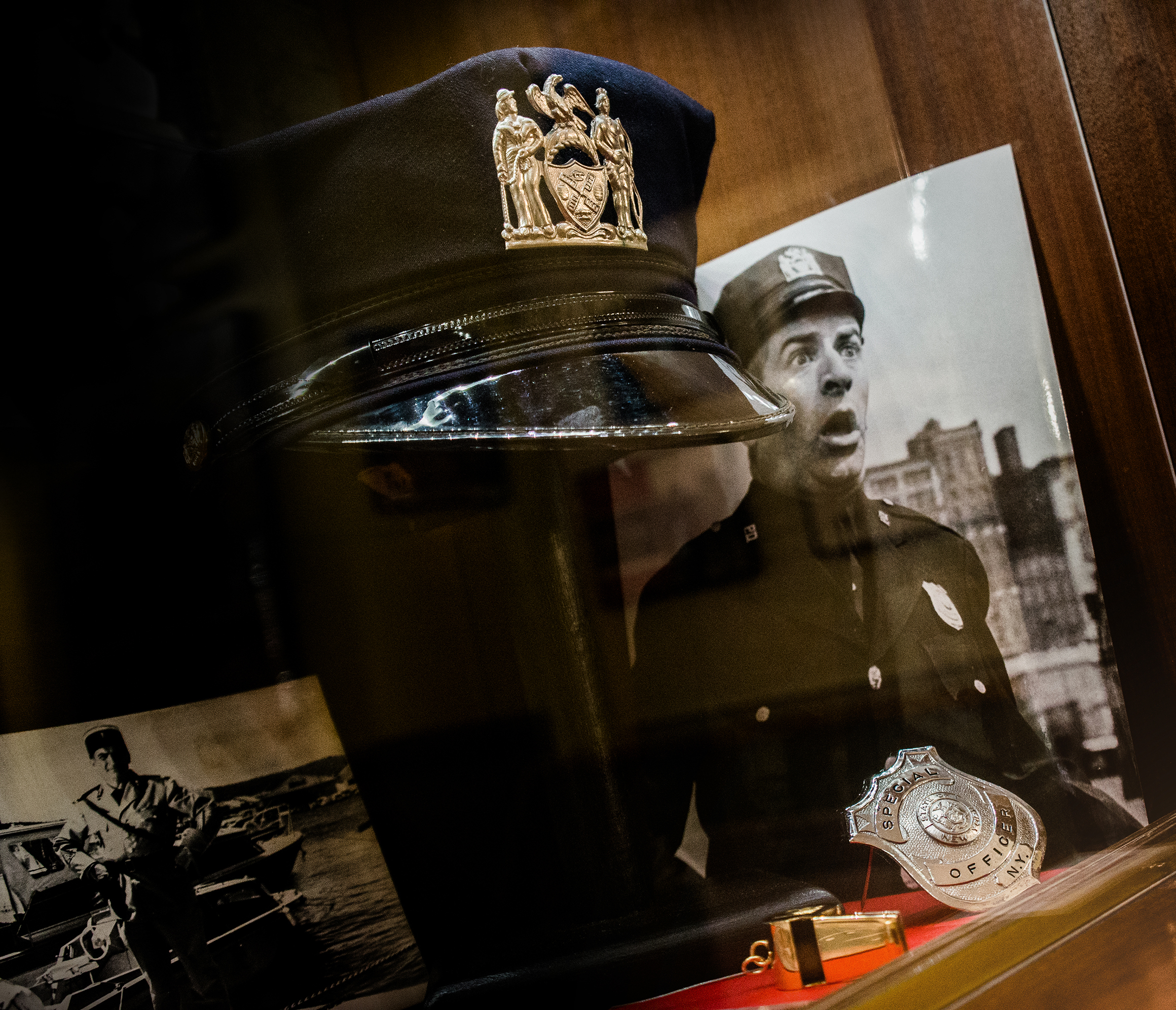
Фуражка и значок, которые носил Луи де Фюнес на съемках фильма. Музей полиции Нью-Йорка

Крюшо (Луи де Фюнес) и его коллеги из жандармерии Сен-Тропе направляются в Нью-Йорк на борту океанского лайнера «Франс», чтобы представлять Францию на международном конгрессе полицейских. Дочь Крюшо Николь (Женевьева Град) хочет поехать вместе с ними, ведь другой возможности увидеть Америку ей может не представиться. Однако Крюшо категорически отказывается брать её с собой, и тогда она тайно проникает на корабль и «зайцем» отправляется вместе с жандармами. Поэтому время, проведённое в Нью-Йорке, омрачается для Крюшо не только непривычным укладом жизни и тоской по французской кухне, но и преследующими его «галлюцинациями» в виде Николь. Она появляется повсюду: на телевидении, в прессе, на улице… Жандармы всерьёз начинают беспокоиться о состоянии здоровья своего коллеги. Наконец, убедившись, что это не видение и Николь действительно находится в Нью-Йорке, Крюшо должен решить сложную задачу — вывезти её во Францию втайне от своих коллег, иначе его карьере придёт конец.

## Роли исполняли
- Луи де Фюнес — старший вахмистр Людовик Моревон Крюшо
- Мишель Галабрю — старшина Жером (Альфонс-Антуан) Жербер
- Жан Лефевр — жандарм Люсьен Фугас
- Кристиан Марен — жандарм Альбер Мерло
- Ги Гроссо — жандарм Гастон Трикар
- Мишель Модо — жандарм Жюль Берлико
- Женевьева Град — Николь Крюшо
- Марино Мазе — Альдо, итальянский жандарм
- Доминик Зарди — итальянский жандарм
- Алэн Скотт — Фрэнк Дэвис, журналист
- Франс Рюмийи — сестра Клотильда